# Karel Balák
Karel Balák (27. ledna 1864 – ???) byl rakouský politik z Moravy; poslanec Moravského zemského sněmu.

## Biografie
Působil jako hostinský a rolník v Drásově. Studoval několik let na českém gymnáziu v Brně. Pak převzal správu rodinného hospodářství. Od roku 1890 byl organizátorem Lidové strany na Moravě (moravská odnož mladočechů) na Tišnovsku. Byl předsedou jejího politického klubu v Tišnově. Od roku 1894 byl starostou Drásova. Zasadil se o revizi pozemkové daně a urovnal právní spor o obecní majetek. Byl předsedou Rolnického družstva lihovaru a škrobárny v Tišnově, členem výboru Okresního hospodářského spolku, pokladníkem Okresního družstva pro chov dobytka nebo členem kuratoria zimní hospodářské školy. Byl rovněž prvním ředitelem malhostovické mlékárny a správcem rolnické váhy.
Počátkem 20. století se zapojil i do vysoké politiky. V zemských volbách v roce 1906 byl zvolen na Moravský zemský sněm, kde zastupoval kurii venkovských obcí, český obvod Tišnov. Mandát zde obhájil i v zemských volbách v roce 1913. V roce 1906 se na sněm dostal jako kandidát mladočechů, respektive jejich moravské odnože, Lidové strany na Moravě. V roce 1913 byl lidově-pokrokovým kandidátem (Lidová strana pokroková na Moravě). Zasedal v zemské zemědělské radě. Jeho kandidatura v roce 1906 nebyla přijímána s všeobecným souhlasem. Dobový tisk mu vyčítal, že malhostovická mlékárna, kterou řídil, musela kvůli špatnému hospodaření být prodána do soukromých rukou. Měl také v minulosti být neloajální při podpoře dohodnutých národních kandidátů na poslance.